# Putrajaya

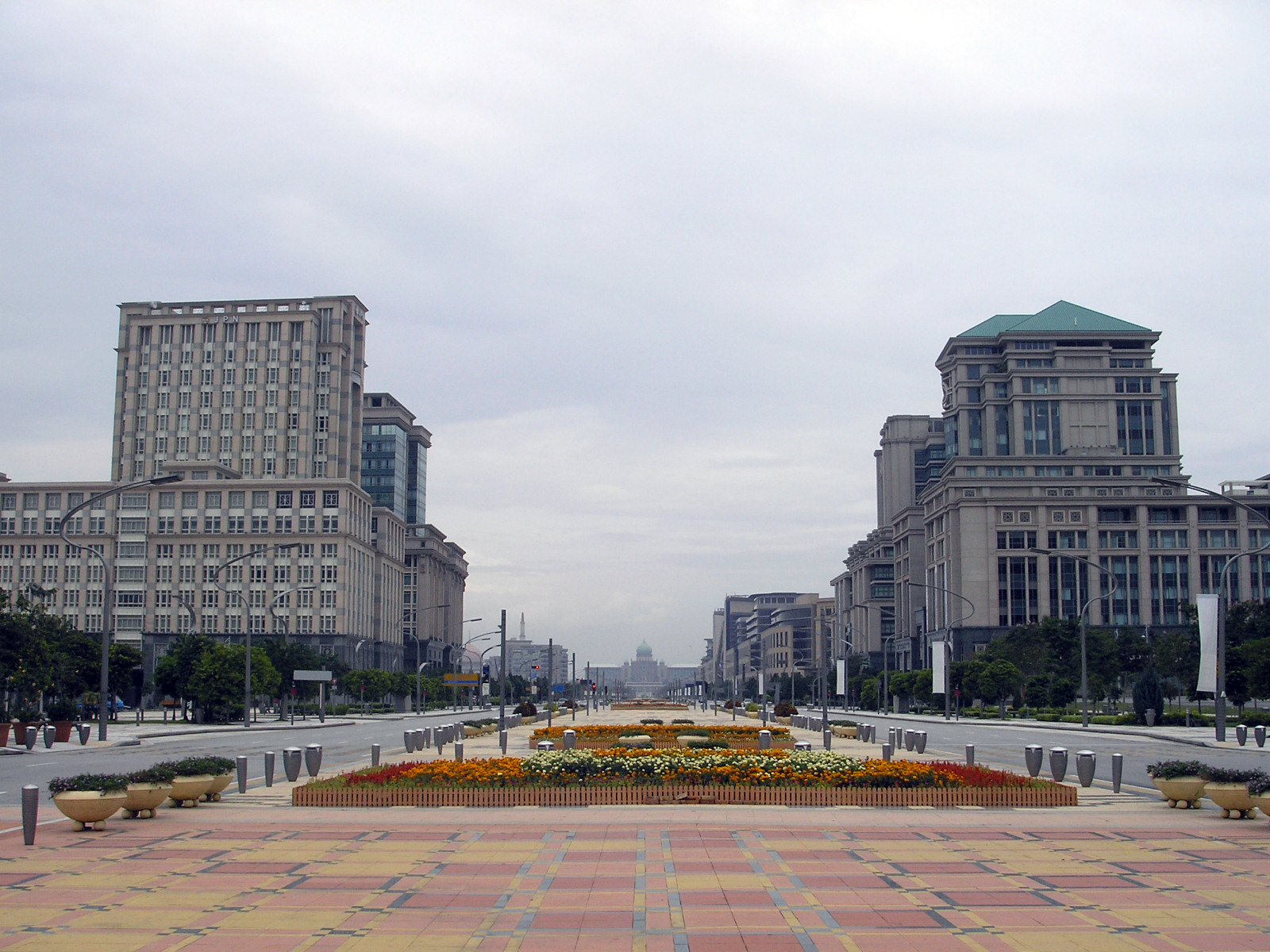
Putrajaya

Putrajaya är administrativ huvudstad i Malaysia. Staden grundades 19 oktober 1995, då regeringen beslutade att flytta ut från Kuala Lumpur, som dock fortfarande är officiell huvudstad och där den lagstiftande församlingen finns. Putrajaya fick status som federalt territorium den 1 februari 2001.
Folkmängden uppgick till 67 964 invånare vid folkräkningen 2010. Området täcker en yta på 49,31 kvadratkilometer, och beräknas vid färdigställandet 2015 ha en kapacitet för cirka 320 000 invånare.
Malaysias förste premiärminister, Tunku Abdul Rahman Putra, har givit namn åt staden. Putra betyder "prins" på malajiska och "jaya" betyder "utmärkt".[källa behövs] Staden anlades på en plats som tidigare hette Prang Besar. Putrajaya ligger nära Kuala Lumpur och den internationella flygplatsen i ett område som kallas "Multimedia Super Corridor" (MSC).
I egenskap av administrativ huvudstad har Putrajaya systerstäder som Washington, D.C. i USA, Canberra i Australien, Brasília i Brasilien och Astana i Kazakstan.